# August Dickmann
August Dickmann (7 de enero de 1910 - 15 de septiembre de 1939) fue  testigo de Jehová, objetor de conciencia en Alemania y la primera persona asesinada por rechazar el servicio militar durante la Segunda Guerra Mundial. Fue uno de los muchos testigos de Jehová alemanes ejecutados debido a sus creencias religiosas durante el régimen nazi. Al mando del comando de fusilamiento que terminó con la vida de  Dickmann estaba el oficial de las SS Rudolf Höss, quien con el paso del tiempo se posicionó como el comandante con más años de servicio en el campo de exterminio de Auschwitz.

## Referencias

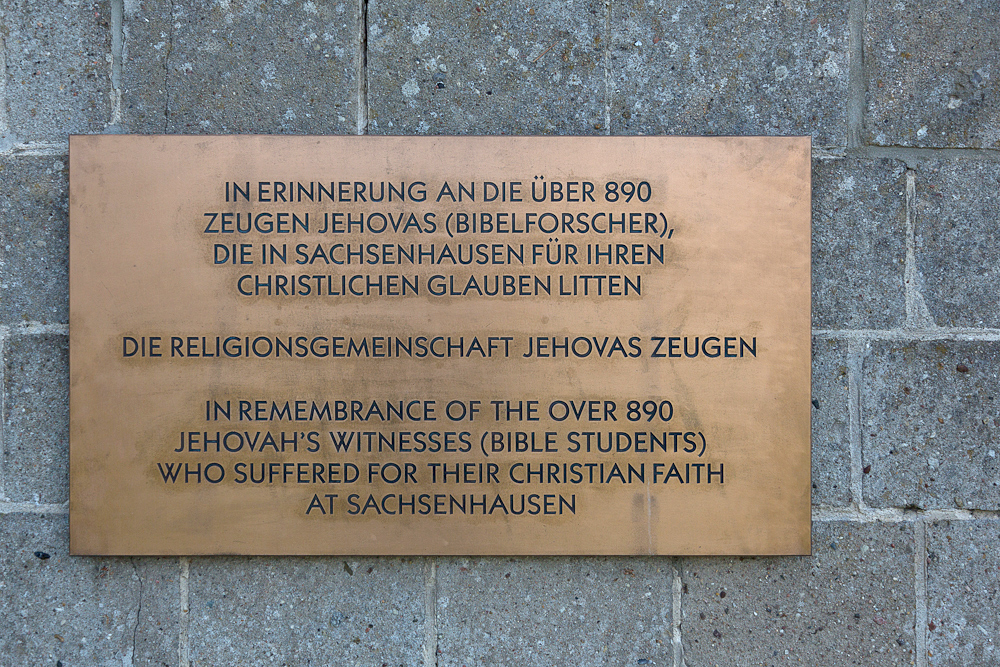
Placa conmemorativa dedicada a los testigos de Jehová asesinados durante el Holocausto en Sachsenhausen

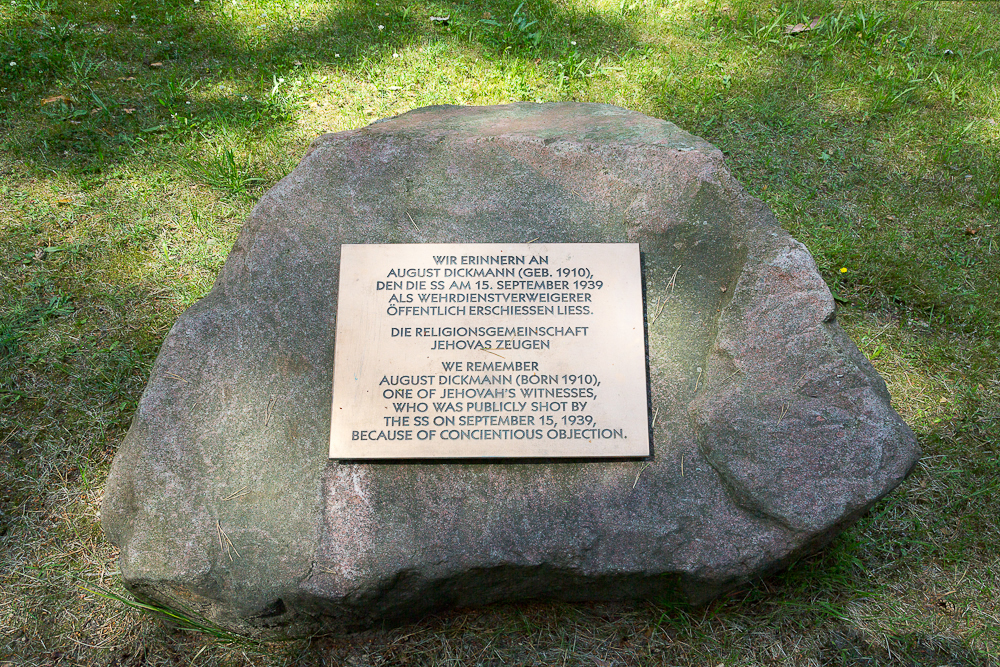
Monumento a August Dickmann en Sachsenhausen